# Coupe de Belgique de football 1985-1986
La Coupe de Belgique 1985-1986 a vu la victoire du FC Bruges à l'Olympiastadion de Bruges.

## Finale
| Equipes       | FC Bruges - Cercle Bruges |
| Score         | 3 - 0 (1 - 0) |
| Stade         | Olympiastadion, Bruges |
| Buts          | 10e Jean-Pierre Papin (penalty, 1-0), 65e Jean-Pierre Papin (penalty, 2-0), 82e Willy Wellens (3-0) |
| FC Bruges     | Philippe Vande Walle - Luc Beyens, Hugo Broos, Franky Van der Elst, Gino Maes - Léo van der Elst (84e Mamadou Tew), René Verheyen, Jan Ceulemans, Alex Querter (84e Marc Degryse) - Willy Wellens, Jean-Pierre Papin Entraineur : Henk Houwaart |
| Cercle Bruges | Franky Mestdagh - Rudy Poorteman, Peter Carly (83e Geert Broeckaert), Wim Kooiman, Jef Vanthournout (76e Hans Vandenbroeck) - André Raes, Zoran Bojovic, Kari Ukkonen, Paul Sanders - Carl Cornelissen, Eddie Krnčević                          |

### Sources et liens externes
- Archives de l'ASBL Foot100
- Archives des journaux et quotidiens de l'époque